# Pustiměř
Pustiměř (in tedesco Pustimir) è un comune della Repubblica Ceca facente parte del distretto di Vyškov, in Moravia Meridionale.